# Ormskirk
Ormskirk est un bourg du West Lancashire en Angleterre. Il est situé à 21 km au nord du centre-ville de Liverpool. Il compte 24 196 habitants.

## Personnalités
- William Moorcroft (1767-1825), vétérinaire et explorateur, né à Ormskirk.
- Edna Savage (1936-2000), chanteuse britannique, est morte à Ormskirk.